# Onosma cinerea
Onosma cinerea — вид квіткових рослин родини шорстколистих (Boraginaceae).

## Біоморфологічна характеристика
Це багаторічна рослина 15–40 см заввишки, сіра від щетинистих волосків на стеблах і листках. Стебла біля основи потовщені, здерев'янілі, міцні, розгалужені. Віночок 20–30 мм довжиною, спочатку білуватий, пізніше темно- чи майже чорно-бурий. 

## Поширення
Південь Європи та захід Азії (Сербія, Румунія, Болгарія, Північний Кавказ, Південний Кавказ; Туреччина (у т. ч. європейська), зх. Сирія).
В Україні вид зростає на кам'янистих схилах та осипах — у Криму, зрідка також у 3. Лісостепу (Хмельницька обл., Кам'янець-Подільський р-н, с. Велика Слобідка, схили над Дністром).